# Sergey Tanin

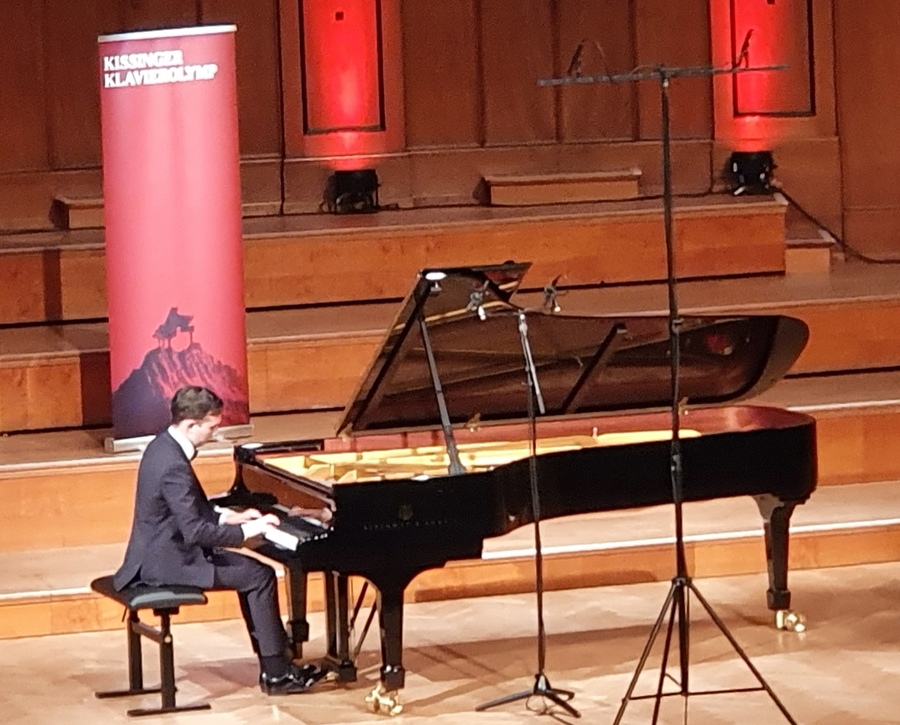
Sergey Tanin

Sergey Tanin (geboren 1995 in Jakutien/Sibirien) ist ein russischer Pianist.

## Biografie
Bereits mit fünf Jahren begann Tanin mit dem Klavierspiel und mit elf Jahren trat er mit dem Moskauer Symphonie-Orchester auf. 2011 wurde er Schüler am Tschaikowski-Musik-Colleg des Moskauer Konservatoriums. Ab 2014 studierte er bei Irina Plotnikova am Moskauer Konservatorium. Als Solist trat Tanin unter anderem mit dem Tonhalle-Orchester Zürich, den Bamberger Symphonikern und den Bremer Philharmonikern auf. Er ist Preisträger verschiedener Musikwettbewerbe in Russland und Finnland. Beim Bremer Klavierwettbewerb 2016 wurde er mit dem 3. Preis ausgezeichnet. 2018 gewann er den 3. Preis und den Publikumspreis beim Concours Géza Anda in Zürich. 2019 schloss er sein Studium in Moskau mit Auszeichnung ab und begann ein Nachdiplomstudium bei Claudio Martínez Mehner an der Musikhochschule Basel. Beim Kissinger Klavierolymp gewann Tanin 2020 den 1. Preis und den Publikumspreis. Beim Concours Reine Elisabeth in Brüssel gewann er 2025 den 6. Preis.
Das Schweizer Fernsehen (SRF) strahlte am 4. Oktober 2020 in der Reihe „Sternstunde Musik“ den Dokumentarfilm „Sergey Tanin – Der Pianist, der aus der Kälte kam“ aus, eine Langzeitbeobachtung des Pianisten. 3sat sendete 2023 das Porträt Mein Rachmaninow – Sergey Tanin in der Villa Senar, in dem sich Tanin im Interview sowohl über biographisches von Rachmaninoff äußert, als auch über den Ukraine-Krieg und die Ähnlichkeit seiner eigenen Situation mit der von Rachmaninoffs Emigration aus Russland 1917. Außerdem spielt er aus den Moments musicaux op 16 auf Rachmaninoffs ehemaligem Steinway-Flügel dort.

## Diskografie
- 2021 erschien seine Debut-CD Brahms / Schubert-Liszt / Prokofiev (Prospero) mit der 1. Klaviersonate von Johannes Brahms, Transkriptionen von Schubert-Liedern von Franz Liszt sowie den Klavierstücken op. 12 von Sergei Prokofiew.[7]
- 2023 wurde die Aufnahme Rachmaninoff: 6 Moments Musicaux (Prospero) veröffentlicht, wo Tanin Sergei Rachmaninoffs op. 16 auf Rachmaninoff's eigenem Steinway Flügel spielt, welcher noch heute in der Villa Senar am Vierwaldstättersee steht.[8]
- 2024 erschien eine CD mit Werken von Schumann, auf welcher Tanin die Davidsbündlertänze op. 6, die Toccata op.7, die Arabeske op. 18 und Faschingsschwank aus Wien op. 26 einspielte.[9][10]